# Kwadratuur-amplitudemodulatie
Kwadratuur-amplitudemodulatie (quadrature amplitude modulation, QAM) is een modulatietechniek om digitale signalen op een analoge draaggolf te plaatsen en zo te transporteren.
Bij QAM wordt gebruikgemaakt van een combinatie van amplitude- en fasemodulatie. QAM is een vorm van multilevel codering waarbij meerdere bits tegelijkertijd getransporteerd kunnen worden. De individuele bits worden in groepjes samen gebracht, en deze bitgroep vormt een unieke combinatie van amplitude en fase, van een frequentie.
Zo kan men QAM 64 of QAM 256 gebruiken, en in sommige systemen zelfs QAM 1024 of QAM 4096. Hoe groter de levels hoe meer data er binnen een bandbreedte kan worden overgedragen. Bij ADSL wordt er tot QAM32 gegaan maar, hoe meer data, hoe gevoeliger voor storingen en hoe preciezer de modem moet zijn. In kabelnetwerken is QAM 256 tegenwoordig niet ongebruikelijk meer.
Toepassingen zijn telefonie-, xDSL- en kabelmodems en DVB.
Een variant van QAM is orthogonal frequency division modulation (OFDM), dat vooral wordt gebruikt als het signaal onderhevig kan zijn aan veel verstoringen. Het signaal wordt bij OFDM parallel op meerdere frequenties verzonden.
Bekende vormen zijn: 
- QPSK (QAM 4) - 2bit multilevel codering

16 QAM

- QAM-16 - 4bit multilevel codering
- QAM-32 - 5bit multilevel codering
- QAM-64 - 6bit multilevel codering
- QAM-128 - 7bit multilevel codering
- QAM-256 - 8bit multilevel codering